# Motorola

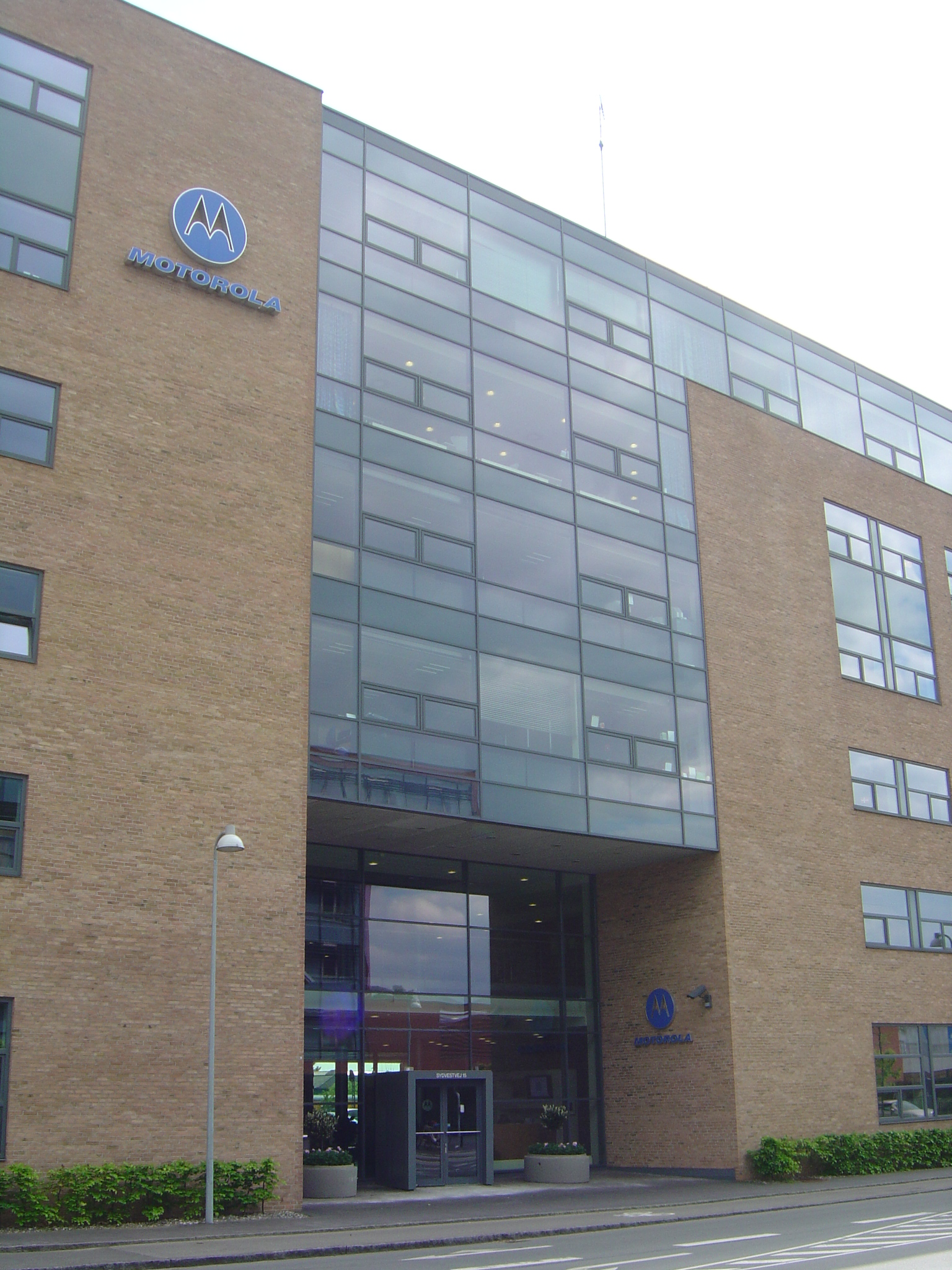
Filiala din Glostrup, Danemarca.

Motorola Inc. este o companie multinațională de telecomunicații din Schaumburg, Illinois, SUA, din afara orașului Chicago. După ce a înregistrat pierderi cumulate de 4,3 miliarde USD între 2007 și 2009, compania a fost divizată pe 4 ianuarie 2011 în două companii independente cotate la bursă, Motorola Mobility și Motorola Solutions. Motorola Solutions este considerată succesorul direct al Motorola Inc. în timp ce Motorola Mobility este compania care s-a desprins.
În august 2011 'Motorola Mobility' a fost achiziționată de către Google cu 12.5 miliarde de dolari iar pe 29 ianuarie 2014 a fost vândută companiei chineze Lenovo cu 2.91 miliarde de dolari.
Motorola a proiectat și a vândut echipamente pentru infrastructura rețelelor fără fir, cum ar fi stații de transmisie celulară și amplificatoare de semnal. Produsele de uz casnic și de transmisie au inclus decodoare tv, recordere video digitale și echipamente de rețea utilizate pentru transmisiile video, telefonie și televiziunea de înaltă definiție. Motorola a furnizat clienților din mediul de afaceri și guvernamentali în principal servicii de voce, sisteme de bandă largă (folosite pentru a construi rețele private) și sisteme de comunicații pentru siguranța publică precum Astro și Dimetra. Aceste afaceri (cu excepția decodoarelor și a modemurilor) fac parte din Motorola Solutions.

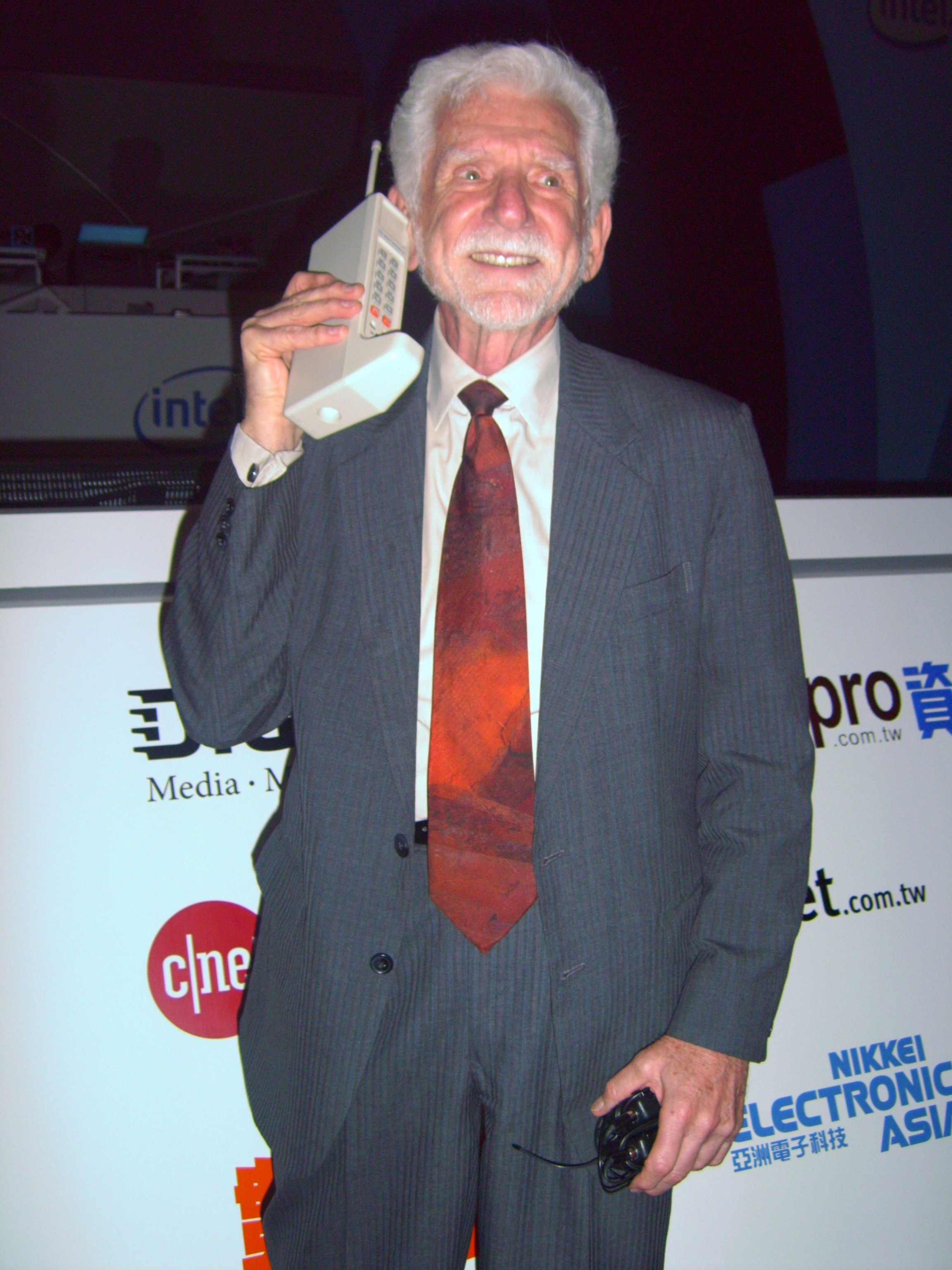
Dr. Martin Cooper Motorola a făcut primul apel privat telefonic mobil cu un model prototip mai mare, în 1973. Aceasta este o reconstituire din 2007.

## Produse
În 2007, a achiziționat Motorola Symbol Technologies, extinderea portofoliului de soluții, cu produse cum ar fi coduri de bare de citire (Scanează de la punctul de vânzare, precum și industriale) Mobile Computing, RFID, Software și Servicii.

## Smartphone-uri Android făcute de Motorola Mobility
În intervalul dintre cele mai recente dispozitive anunțate de Motorola Mobility sunt:
- Moto X (2013-2017) - gama de calitate superioară (high-end), devenind în 2017 spre medie (upper mid-range). Retrasă în 2017, ultimul model fiind Moto X4
- Moto G (2013-prezent) - gama de calitate medie (mid-range)
- Moto E (2014- prezent) - gama de calitate redusă (entry-level)
- Moto C (2017) - gamă de calitate redusă (entry-level). Retrasă în același an
- Moto M (2016) - gamă de calitate medie (mid-range). Retrasă în acelaș ani
- Moto Z (2016-prezent) - gamă flagship, de calitate superioară (high-end). În 2018 și-a schimbat calitatea în cea medie (upper mid-range), însă a rămas la statut de flagship a Motorola. Față de celelalte telefoane Motorola, acestea sunt modulare, adică pot fi cuplate diverse accesorii, numite MotoMods (cum ar fi proiector, boxă, mini-imprimantă, power bank) magnetic pe spatele telefonului. Moto Z3 Play și Z4 suportă până și 5G, cu ajutorul unui MotoMod dedicat
- Motorola One (2018-prezent) - gamă de calitate medie (mid-range, upper mid-range). Telefoanele din această gamă oferă Android One, un Android "stock", plus 2 ani de actualizări software și 3 ani actualizări de securitate
- RAZR (2019) - ca un reboot a RAZR V3 (2004), smartphone-ul este unul pliabil mid-range. Se bucură de o oarecare succes, fiind considerat mult mai fiabil față de celelalte modele de smartphone-uri pliabile de pe piață, chiar dacă are un procesor mid-range (Qualcomm Snapdragon 710).